# والتر دل ریو
والتر دل ریو (انگلیسی: Walter del Río؛ زادهٔ ۱۶ ژوئن ۱۹۷۶) بازیکن فوتبال اهل آرژانتین است.
از باشگاه‌هایی که در آن بازی کرده‌است می‌توان به باشگاه فوتبال کریستال پالاس، باشگاه فوتبال داندی، باشگاه فوتبال کاررارزه، و باشگاه فوتبال بوکا جونیورز اشاره کرد.